# ألكسندر باين
ألكسندر باين (بالإنجليزية: Alexander Payne) (و. 1961 – م) هو كاتب سيناريو، ومخرج سينمائي، ومنتج أفلام، وكاتب، من الولايات المتحدة الأمريكية، ولد في أوماها، نبراسكا.

## التعليم
تعلم في جامعة ستانفورد، ومدرسة يو سي إل إيه للمسرح والسينما والتلفزيون ‏، وجامعة كاليفورنيا، لوس أنجلوس، وجامعة سلامنكا.

## جوائز وترشيحات
حصل على جوائز منها:
- جائزة نقابة الكتاب الأمريكية
- جائزة الأوسكار لأفضل كتابة "سيناريو مقتبس"، عن عمل: الطرق الجانبية
- جائزة الأوسكار لأفضل كتابة "سيناريو مقتبس"، عن عمل: الأحفاد.

ترشح لـ:
- جائزة الأوسكار لأفضل مخرج، عن عمل: الطرق الجانبية
- جائزة الأوسكار لأفضل كتابة "سيناريو مقتبس"، عن عمل: الطرق الجانبية
- جائزة الأوسكار لأفضل كتابة "سيناريو مقتبس"، عن عمل: الأحفاد
- جائزة الأوسكار لأفضل كتابة "سيناريو مقتبس"، عن عمل: Election (1999 film) [الإنجليزية]‏
- جائزة الأوسكار لأفضل مخرج، عن عمل: الأحفاد
- جائزة الأوسكار لأفضل مخرج، عن عمل: نبراسكا
- جائزة الأوسكار لأفضل فيلم، عن عمل: الأحفاد.

## وصلات خارجية
- ألكسندر باين على موقع IMDb (الإنجليزية)
- ألكسندر باين على موقع الموسوعة البريطانية (الإنجليزية)
- ألكسندر باين على موقع روتن توميتوز (الإنجليزية)
- ألكسندر باين على موقع مونزينجر (الألمانية)
- ألكسندر باين على موقع ألو سيني (الفرنسية)
- ألكسندر باين على موقع أول موفي (الإنجليزية)
- ألكسندر باين على موقع بوكس أوفيس موجو (الإنجليزية)
- ألكسندر باين على موقع قاعدة بيانات الأفلام السويدية (السويدية)
- ألكسندر باين على موقع إن إن دي بي (الإنجليزية)
- ألكسندر باين على موقع ديسكوغز (الإنجليزية)